# HD 120818
HD 120818，又名BD+35 2492，SAO 63779、HR 5214，是一颗恒星，视星等为6.65，位于銀經67.5，銀緯75.13，其B1900.0坐标为赤經13h 46m 39.7s，赤緯+35° 75.13′ 4″。